# جنایت‌ها در دولت آزاد کنگو
در دوره ۱۸۸۵ تا ۱۹۰۸ خشونتهای مستند بسیاری در دولت آزاد کنگو(جمهوری دموکراتیک کنگو کنونی) که در آن زمان مستعمره تحت حکومت شخصی لئوپولد دوم پادشاه بلژیک قرار داشت اتفاق افتاد. از این خشونت‌ها گاهی توسط اروپائیان معاصر با نام وحشت کنگو یاد می‌شود و عمدتاً به سبب اعمال قوانین سخت گیرانه کار برای صادرات لاستیک طبیعی صورت گرفته‌است. این سختگیری‌ها به همراه بیماریهای اپیدمیک، قحطی و سقوط نرخ تولد به سبب این اختلالات باعث کاهش شدید جمعیت کنگو شد. مقدار این کاهش جمعیت مورد اختلاف است اما احتمالاً بین یک تا ۱۵ میلیون نفر بوده‌است.
در کنفرانس برلین سالهای ۸۵–۱۸۸۴ قدرت‌های اروپایی حوزه آبگیر رودخانه کنگو را به بنیاد خیریه شخصی لئوپلد دوم اختصاص دادند که آرزوهای بزرگی برای گسترش استعماری آن‌جا داشت. حوزه تحت کنترل لئوپلد دوم بالغ بر دو میلیون و ششصد هزار کیلومتر مربع می‌شد که در میانه مشکلات مالی توسط کادر مدیریتی از سفید پوستان که از سراسر اروپا انتخاب شده بودند اداره می‌شد. مستعمره در ابتدا غیر سودده و ناکافی و با وضعیتی نزدیک به ورشکستگی به نظر می‌رسید اما افزایش شدید تقاضا برای لاستیک طبیعی -که در ناحیه فراوان بود- باعث ایجاد یک تغییر اساسی در استحصال و تولید لاستیک در دهه ۱۸۹۰ گردید. تمامی زمینهای غیر مسکونی ملی اعلام شد و اکثراً به عنوان امتیاز به شرکتهای خصوصی اعطا و تعدادی هم توسط حکومت نگهداری شد. بین سالهای ۱۸۹۱ تا ۱۹۰۶ شرکت‌ها اجازه یافتند تا بدون هیچ دخالت قضایی هرکاری که می‌خواهند انجام دهند که نتیجه اینکار استفاده از کار اجباری و اجبار خشونت‌آمیز برای بدست آوردن هر چه پرسودتر لاستیک شد. ارتش شبه نظامی بومی با نام نیروی عمومی برای اعمال قوانین کار ایجاد شد. کارگرانی که از شرکت در برنامه جمع‌آوری لاستیک خودداری می‌کردند ممکن بود کشته شوند و تمامی روستای آنها با خاک یکسان شود. مدیران سفیدپوست نیز آزاد گذاشته شده بودند تا سادیسم شخصی خود را بکار گیرند.
علیرغم همه این قساوت‌ها دلیل اصلی کاهش جمعیت بیماری بود. تعدادی از بیماریهای مسری مانند بیماری خواب، آبله، آنفلوانزای خوکی و آمیبیاز جمعیت بومی را مورد تاخت و تاز قرار داد. فقط در سال ۱۹۰۱ تخمین زده شد که پانصد هزار کنگویی بر اثر بیماری خواب از بین رفتند. بیماری، قحطی و خشونت در ترکیب با کاهش نرخ تولد و افزایش مرگ و میر باعث این کاهش جمعیت گردبد.
قطع کردن دست کارگران به بدنامی بین‌المللی منجر شد. گاهی اوقات این کار توسط سربازان نیروی عمومی انجام می‌شد که از آن‌ها خواسته شده بود به ازای هر گلوله ای که شلیک می‌کنند دست قربانی را بیاورند. این جزئیات توسط میسیونرهای مسیحی که در کنگو کار می‌کردند ثبت و ضبط شد و پس از انتشار باعث خشم عمومی در انگلستان، بلژیک، آمریکا و اقصی نقاط جهان گردید. پویش بین‌المللی علیه دولت آزاد کنگو در سال ۱۸۹۰ آغاز شد و در سال ۱۹۰۰ تحت رهبری فعال انگلیسی ادموند دن مورل به اوج خودش رسید. در سال ۱۹۰۸ و در نتیجه فشارهای بین‌المللی دولت بلژیک دولت آزاد کنگو را به خود الحاق کرد و کنگوی بلژیک را تشکیل داد و به بسیاری از سوء استفاده‌های سیستماتیک پایان داد. حجم کاهش جمعیت در این دوره تاریخی سوژه مباحث گسترده تاریخی بوده‌است و همچنان بحث بازیست که آیا این قساوت‌ها شامل نسل‌کشی شده‌است یا نه. سه شنبه ۳۰ ژوئن ۲۰۲۰ فیلیپ، پادشاه بلژیک، به مناسبت شصتمین سالروز استقلال کُنگوُ با فرستادن نامه‌ای به رئیس جمهوری کنگو برای نخستین بار به نام کشورش از مردم کنگو به سبب «خشونت و بی‌رحمی» بلژیکی‌ها در زمان استعمارِ کنگو عذرخواهی کرد.

## تاریخچه

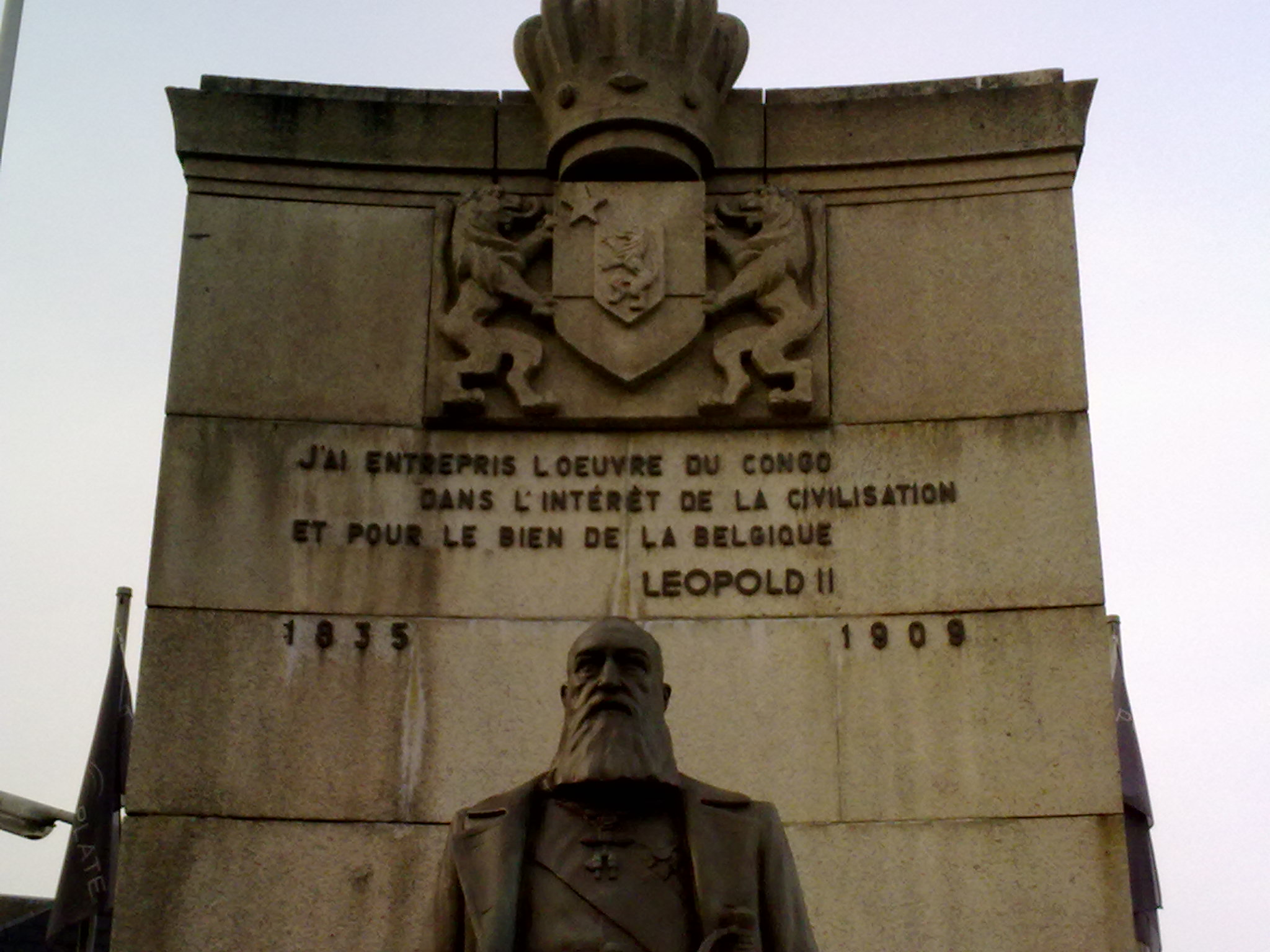
یادبود لئوپولد دوم در بلژیک به همراه جمله‌ای از او: «من کار کنگو را بر عهده گرفتم تا برای بلژیک تمدن و خوبی بیاورد»

پادشاه بلژیک لئوپولد دوم، با شعار پایان دادن به بردگی و ساختن تمدن و فرهنگ انسانی پای به کنگو گذاشت. وی پس از ده سال مذاکره و با انجام دسیسه‌ها و ترفندهای گوناگون، توانست در کنفرانس برلین در سال ۱۸۸۴ کشور کنگو را که ۸۰ برابر بلژیک بود به عنوان ملک شخصی در اختیار گیرد تا «تمدن و مسیحیت» را به کنگویی‌ها برساند.
لئوپولد دوم به مصر و فلسطین هم طمع داشت. اما بلژیکی‌ها نتوانستند مصر را به دست آوردند و از سرمایه‌گذاری در فلسطین یا چین هم چیزی عایدشان نشد. در عوض کنگو برای بلژیکی‌ها بیش از آنچه تصور می‌کردند سودداشت. با اختراع خودرو و لاستیک بازار کائوچو گسترش بسیاری یافت، این ماده اولیه در کنگو فراوان بود. استعمارگران بلژیکی برای اجبار بومیان به انجام کار رایگان، زن و فرزندانشان را به گروگان می‌گرفتند. آن‌ها را به کار اجباری با اعمال شاقه وامی‌داشتند. گاهی برای گرفتن زهرچشم و اجبار به همکاری، دهکده‌ها را می‌سوزاندند، دست و پاها، سرها را می‌بریدند، اجساد را مثله می‌کردند و بدن‌ها را در جهت طولی با شمشیر به دو نیم می‌کردند.
سر انجام پس از این جنایات هنگامی که تحت فشار افکار عمومی لئوپولد دوم در سال ۱۹۰۳ مجبور به فرستادن کمیسیون نظارتی به کنگو شد، فرماندار بلژیکی کنگو پس از برملا شدن نتایج بررسی این بازرسان با بریدن گلوی خود به زندگی‌اش پایان داد.
در ۱۸ اکتبر ۱۹۰۸، پارلمان بلژیک به نفع الحاق کنگو به عنوان یک مستعمره بلژیک رای داد. اکثر سوسیالیست‌ها و تندروها قاطعانه با این الحاق مخالفت کردند. با این حال، برخی از سوسیالیست‌ها معتقد بودند که این کشور باید کنگو را ضمیمه کند و با توجه به جمعیت کنگو نقش انسان دوستانه ایفا کند. سرانجام، دو نماینده کاتولیک و نیمی از نمایندگان مجلس لیبرال در رد منشور استعمار (چهل و هشت رای مخالف) به سوسیالیست‌ها پیوستند و تقریباً کلیسای کاتولیک و نیمی دیگر از نمایندگان مجلس لیبرال منشور را تصویب کردند (نود رأی موافق و هفت رای ممتنع). به این ترتیب، در ۱۵ نوامبر ۱۹۰۸ کنگو بلژیک مستعمره پادشاهی بلژیک شد.

## نگارخانه

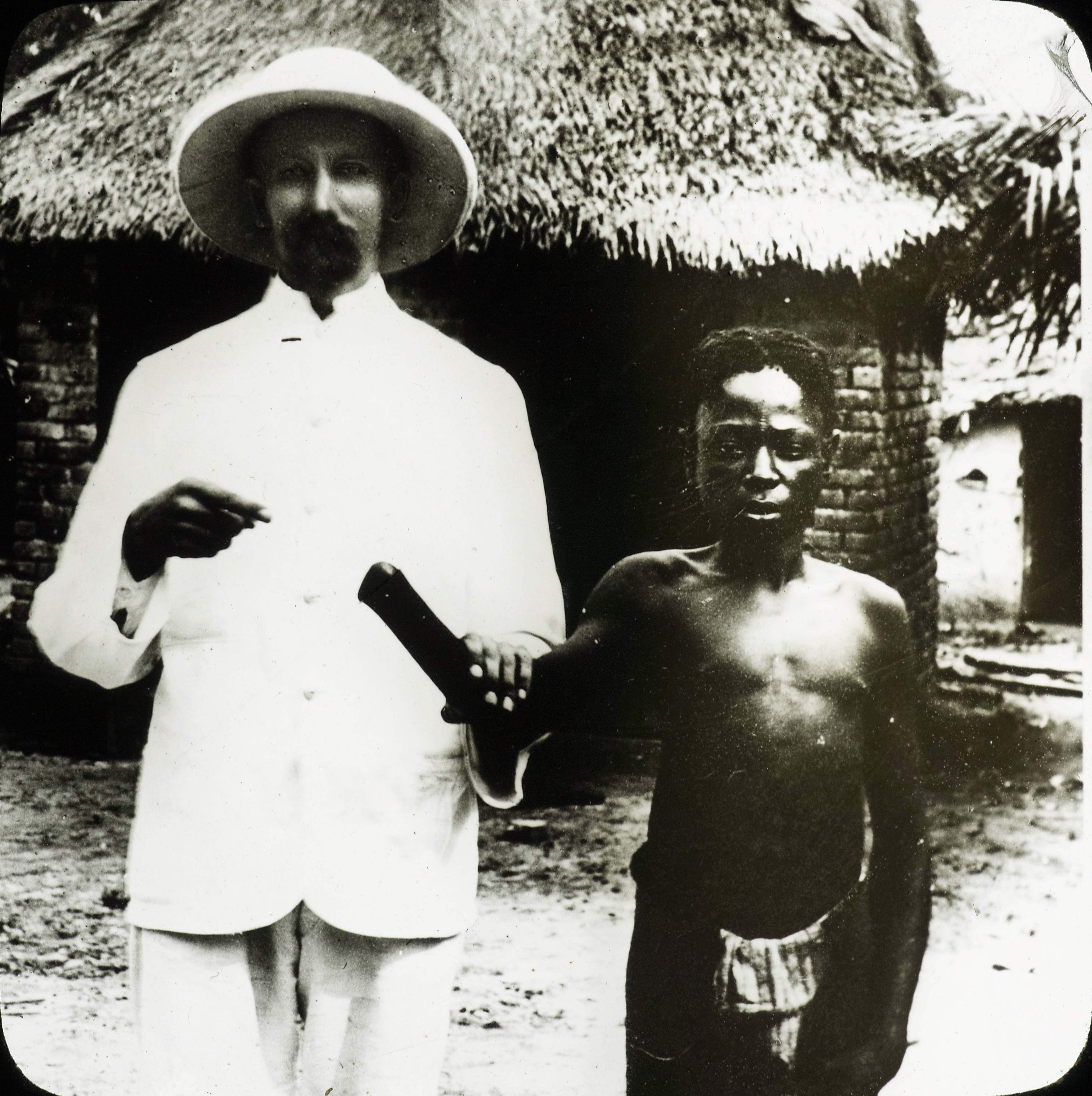
یک کودک قربانی جنایات کنگو در کنار یک مبلغ مسیحیت
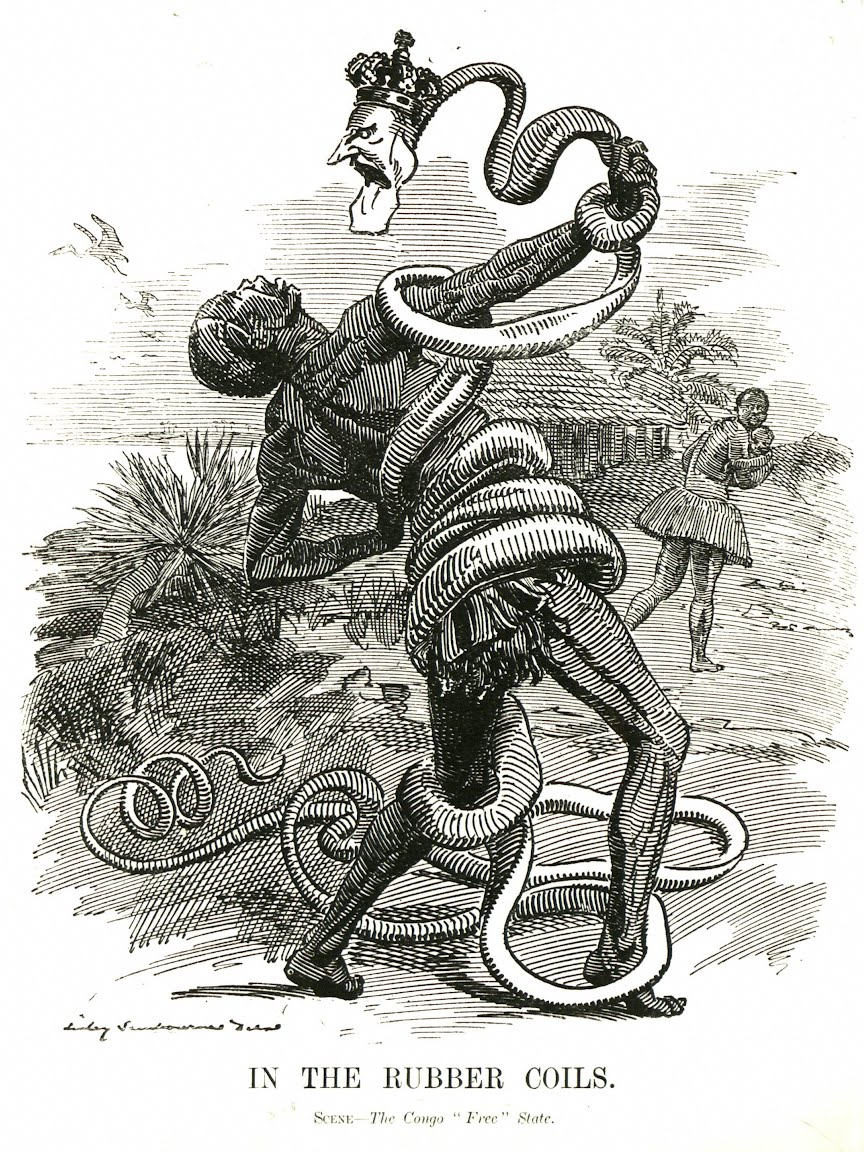
یک کاریکاتور که لئوپولد را مانند ماری که به دور کارگران پیچیده نشان می‌دهد
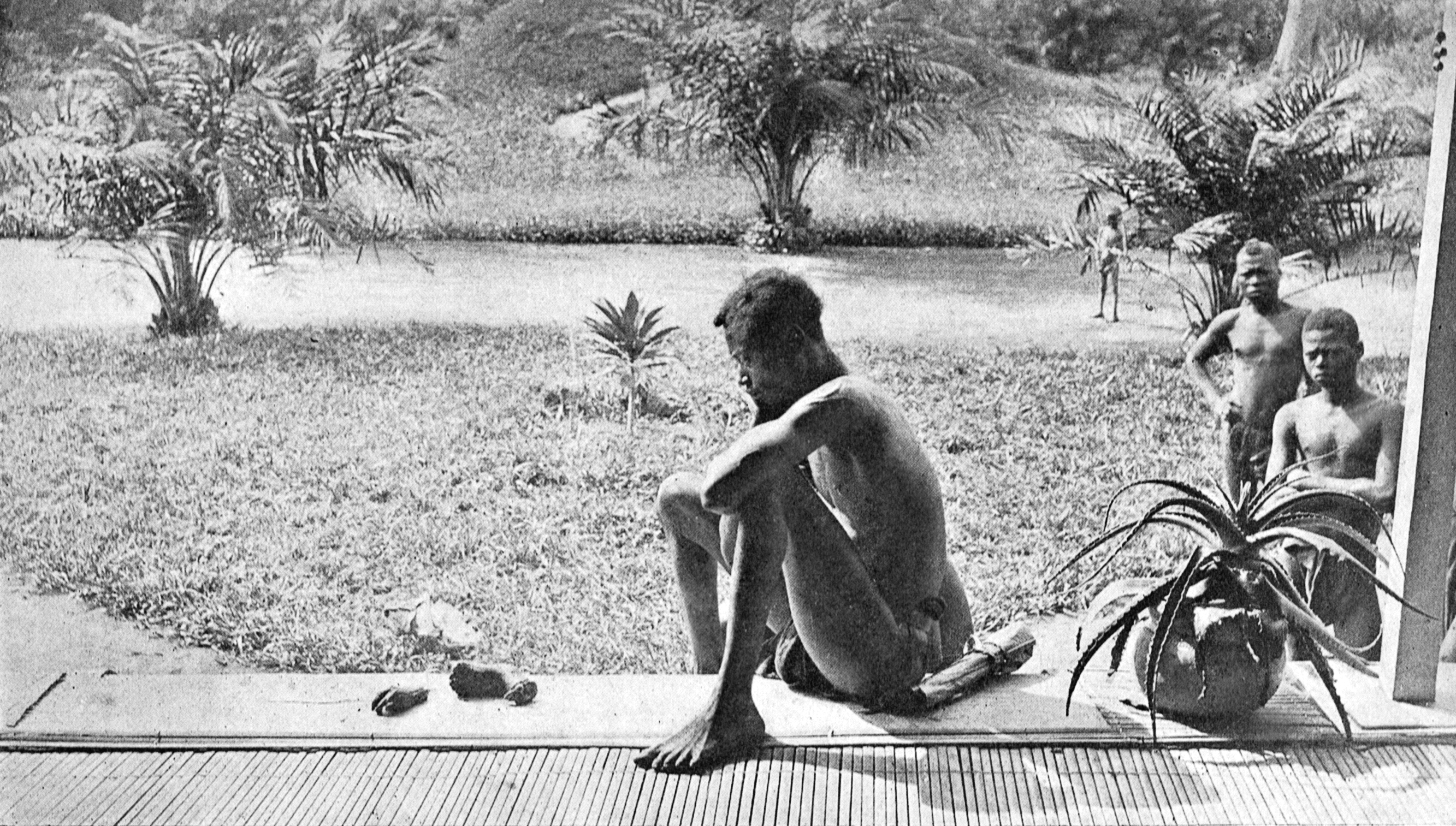
عکس گرفته شده توسط آلیس سیلی هریس کارگری که به دست و پای بریده فرزند پنج ساله اش می‌نگرد
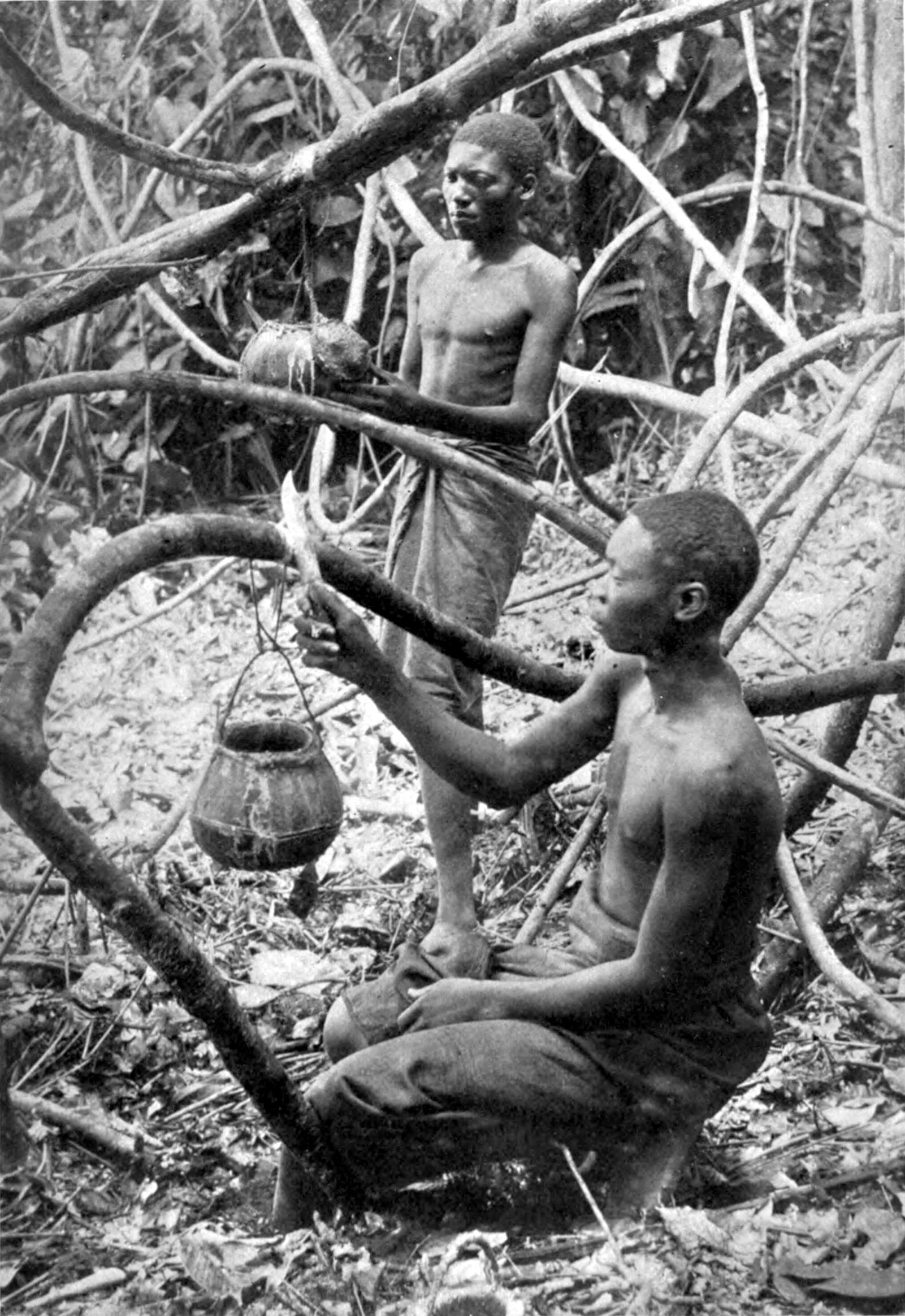
کارگران در حال استخراج کائوچو